# Strutter
"Strutter" é uma canção da banda estadunidense Kiss, lançada como single de seu álbum de estreia epônimo.
"Strutter" é uma das poucas canções do grupo compostas por Gene Simmons e Paul Stanley em parceria. Stanley reescreveu a letra anteriormente chamada de "Stanley the Parrot", uma canção cuja música fora composta por Simmons. A letra de Stanley reflete a sua influência de Bob Dylan.

## Recepção crítica
"Strutter" é amplamente considerada uma das melhores músicas do Kiss. A revista Cash Box disse que "esta pode ser a [música de rock 'n' roll] mais dinâmica até hoje" e que tem "muito baixo e guitarra, junto com aqueles vocais potentes aqui, tudo contribuindo para um ótimo single". A Record World chamou-a de "rock agradavelmente pomposo no melhor estilo e tradição da música pesada e dançante". Em 2014, a Paste classificou-a em segundo lugar em sua lista das 20 melhores canções do Kiss, e, em 2019, a Louder Sound classificou-a em quinto lugar em sua lista das 40 melhores canções do Kiss.

## Posição nas paradas musicais
| Parada (1978)                 | Melhor posição |
| ----------------------------- | -------------- |
| Austrália (Kent Music Report) | 89             |